# Abell 2218
Abell 2218 — скупчення галактик, розташоване на відстані близько 2 мільярдів світлових років від Землі у сузір'ї Дракона. Діючи як потужна гравітаційна лінза, воно збільшує та викривлює зображення всіх галактик, що розташовані далі за ним. Викривлені зображення далеких галактик виглядають як дуги навколо ядра скупчення (його розташовано у центрі малюнку), а деякі з них набувають форми кількох дуг, що повторюються або продовжують одна одну. Загалом викривлені зображення далеких галактик видно парами дуг, іноді також видно слабку третю дугу, коли лінзована галактика розташована дуже далеко позаду скупчення.
Ефект гравітаційної лінзи від Abell 2218 застосовується астрономами для вивчення найвіддаленіших від нас об'єктів Всесвіту ще з 2004 р. Наприклад, дуже віддалену галактику, яка зараз має вік близько 13 мільярдів років, завдяки скінченій швидкості світла можна спотерігати з Землі у тому вигляді, який ця галактика мала у віці 750 мільйонів років після Великого вибуху.
Колір зображення лінзованої галактики залежить від відстані до неї та від її типу. Дуги помаранчевого кольору належать еліптичним галактикам із червоним зсувом z~0,7 (порівняно близькі галактики). Блакитні дуги — це галактики з активним зореутворенням, які мають червоний зсув 1—2,5. На малюнку обведено білим кольором ділянку з парою червоних дуг, котрі належать нещодавно відкритій галактиці з активним зореутворенням та червоним зсувом ~7.
Як видно з малюнку, кількість лінзованих галактик досить велика, що вказує на ще не вивчені далекі простори Всесвіту.